# 四月是你的謊言
《四月是你的謊言》，是日本漫畫家新川直司的少年漫畫作品，於講談社《月刊少年Magazine》2011年5月號開始連載至2015年3月號完結。2013年獲得講談社漫畫賞少年部門獎項。
電視動畫從2014年10月開始，在富士電視台的深夜動畫時段《noitaminA》中播放。2016年榮獲SUGOI JAPAN Award動畫部門首獎。
2015年9月4日公佈真人電影將於2016年公開，故事的角色設定將由原作的國中三年生更改成高中二年生。由山崎賢人及廣瀨鈴主演。

## 故事簡介

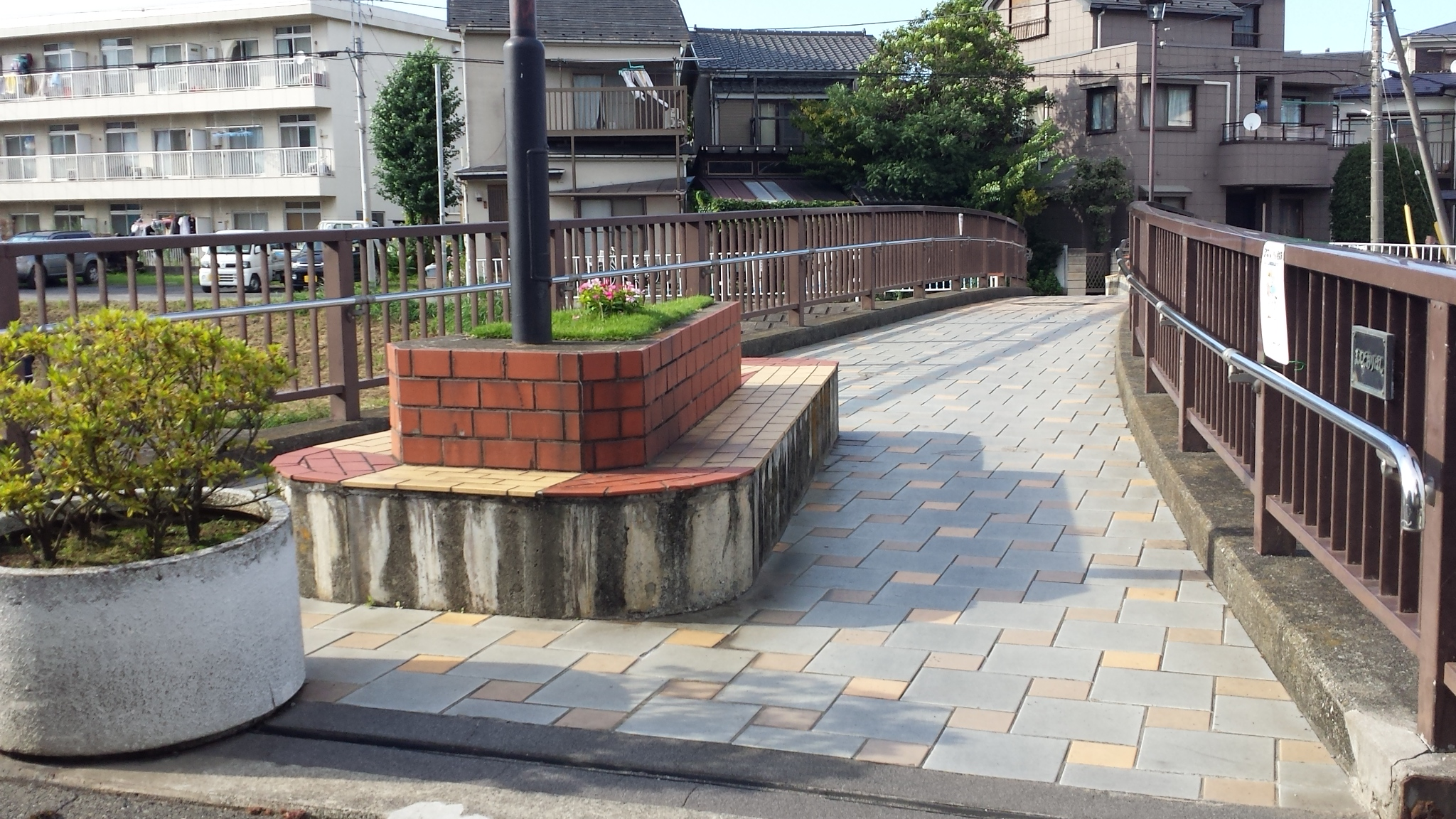
《四月是你的谎言》OP1中出现的场景的原型，位于埼玉县新座市

有馬公生自小接受母親嚴格的鋼琴訓練，以按照樂譜精準彈奏的能力在各項音樂比賽中獲勝，被人稱作「神童」（動畫作品內，亦被人嘲諷為「媽媽的傀儡」、「人體節拍器」、「演奏機」、「鋼琴比機器」）。然而11歲時母親病逝，加上自身對彈奏的迷惘，陷入聽不見鋼琴聲音的心理障礙，選擇放棄鋼琴彈奏。
國中三年級時，某一天在青梅竹馬椿的介紹下，認識同年級的小提琴手——宮園薰，並於一場合奏的音樂比賽中被薰自由奔放的演奏風格所吸引，自此心境與日常生活開始轉變。

## 登場人物
本篇有日語配音及兩個粵語配音版本。雙粵語版分別為「香港TVB版本」及「廣東bilibili版本」。

### 主要人物
有馬公生（Arima Kousei）
聲：花江夏樹（日本）；黃積權、謝潔貞〈童年〉（粵語・香港）；郑志祥（粵語・中国大陆）／鋼琴演奏：阪田知樹
生日為3月28日，14歲，市立墨谷中學三年級，與澤部椿是鄰居兼青梅竹馬。為了實現母親沒有實現的願望，從小在母親的指導下學習鋼琴，獲得許多技巧性賽事的獎項。
11歲時因被母親以高壓帶體罰並以獲勝為目標的英才式教育訓練，且母親在自己對其大聲宣洩不滿的次日離世，而對鋼琴有心理陰影，演奏到中段時無法聽見自己演奏的聲音而無法再彈鋼琴。
在宮園薰以想認識渡亮太為理由請椿牽線後，以「友人A」的角色與薰相遇，並再次重拾鋼琴，之後在薰若有似無的引導及瀨戶紘子的指導下逐漸走出陰影，以有音樂班的高中為目標。
在與薰的相處過程中逐漸發現自己喜歡薰，但始終認為自己在薰心目中只是個「友人A」，薰對自己而言是「好朋友的女朋友」。直到看見薰的親筆信才知道真相。
宮園薰（Miyazono Kaori(Kawori)）
聲：種田梨沙（日本）；凌晞（粵語・香港）；华丹（粵語・中国大陆）／小提琴演奏：篠原悠那
生日為7月4日，14歲，市立墨谷中學三年級，與澤部椿同班，和有馬公生及渡亮太同年級。原本學習鋼琴，但在5歲被公生的演奏感動後，立志要與公生同台演出而轉練小提琴，也會吹口風琴。
其實早就知道公生，但基於一些考量而以想認識亮太為理由請同班的椿牽線，而與公生相遇。
以自己獨特的自由方式演奏小提琴，所以在比賽中不受評審委員的認可；但是受大多數觀眾支持得以進入二次複賽，並邀請公生為自己伴奏。之後仍多次引導公生克服童年陰影。
身體狀況不佳，大部分時間都在醫院度過。最後鼓起勇氣接受手術，然終因手術失敗而去世，留給公生一封親筆信和一張照片。親筆信中坦承喜歡亮太是謊言，並在信的結尾向公生告白。
澤部椿（Sawabe Tsubaki）
聲：佐倉綾音（日本）；何寶珊（粵語・香港）；骆诗洋（粵語・中国大陆）
生日為5月19日，市立墨谷中學三年級，與有馬公生是鄰居兼青梅竹馬。壘球社（台灣中文版誤譯為軟式棒球社）的主力。為了讓公生的時間開始轉動而幫助宮園薰。
看到公生與薰討論音樂時的樣子覺得沒有自己介入的空間，加上察覺公生喜歡薰，而一度變得不知道如何與公生相處。
曾和憧憬的前棒球社社長齊藤學長交往，但交往沒多久就被齊藤看出自己更在意公生而分手。
知道公生以縣外有音樂班的高中為目標後，決定也以同地區的學校為目標，模擬考拿到B判定讓不少同學瞠目結舌（因為給人只有運動神經強而不會唸書的印象）。最後向公生表示要一直待在他身邊。
渡亮太（Watari Ryouta）
聲：逢坂良太（日本）；曹啟謙、鄭麗麗〈童年〉（粵語・香港）；阿舜（粵語・中国大陆）
生日為4月14日，市立墨谷中學三年級，有馬公生和澤部椿的青梅竹馬，足球社社長。很受女性歡迎，以足球明星為目標。
雖然花心，也說過不對不會喜歡自己的女生感興趣，但是很明事理，說話很有深度，也清楚宮園薰真正喜歡的人是公生。
因為獲得體育推薦而很快就確定就讀的高中。

### 相關人物
井川繪見（Igawa Emi）
聲：早見沙織（日本）；以媛（粵語・中国大陆）
與有馬公生同年同歲的鋼琴家。把公生當作自己的競爭對手。在公生11歲引退前，一直與相座武士和公生爭奪比賽的第一名。公生引退後陷入低潮，但在公生重拾鋼琴後展現其成長。
5歲聽到公生的演奏後嚎啕大哭，並因此立志成為鋼琴家，但不認同公生後來變成「媽媽的傀儡」、「人體節拍器」、「演奏機」、「鋼琴比機器」的演奏方式。
相座武士（Aiza Takeshi）
聲：梶裕貴（日本）；小乔（粵語・中国大陆）
與有馬公生同年代的鋼琴家，因憧憬公生而開始練習鋼琴，並一直以超越他為目標。當時無法贏過公生，現已經成長為以進軍歐洲演奏界為目標。
是個妹控，對於公生在胡桃學祭和相座凪四手聯彈感到吃醋。
名字曾被公生唸成「武士」的另外一個唸法「Bushi」。
有馬早希（Arima Saki）
聲：能登麻美子（日本）；温小桃（粵語・中国大陆）
有馬公生的母親，原本不特別希望公生練鋼琴，但在瀨戶紘子發現公生的才能後，開始讓公生練鋼琴。
在自己身體狀況惡化後為了讓公生完成自己未能完成的夢想，以高壓帶體罰並以獲勝為目標的英才式教育訓練公生，但仍在公生11歲時舉辦的一場能夠前往歐洲的國內比賽前病逝，直到去世前都對自己沒有足夠的時間陪伴公生感到悔恨。
瀨戶紘子（Seto Hiroko）
聲：園崎未惠（日本）；以媛（粵語・中国大陆）
日本頂尖的鋼琴家，與有馬公生的母親有馬早希是音樂大學同學。把公生當做自己的親生兒子對待。是發現公生鋼琴才能並向早希建議讓公生練鋼琴的人，也因此認為自己是使得公生痛苦的最大元兇，更一直為此感到內疚。
在得知公生重拾鋼琴之後，擔任公生的指導老師。
相座凪（Aiza Nagi）
聲：茅野愛衣（日本）；元气小岚（粵語・中国大陆）
相座武士的妹妹，是個兄控。胡桃丘中學一年級，與三池俊也同年級。剛和公生見面時自稱「藍里凪」（あいざと なぎ）。
因為仰慕瀨戶紘子而向其拜師學藝，實際上多由公生指導。
一開始不太信任公生，但在相處一段時間後逐漸認同公生，並尊稱公生為「有馬老師」。
三池俊也（Miike Toshiya）
聲：寺崎裕香（日本）；
胡桃丘中學一年級，與相座凪同年級。是藤和音樂祭典初中部門的壓軸。
落合由里子（Ochiai Yuriko）
聲：田中敦子（日本）；
井川繪見的指導老師，對高柳明的印象一直不太好，在動畫OAD中認為高柳是「信仰權威主義的俗人」。
高柳明（Takayanagi Akira）
聲：大山鎬則（日本）；
相座武士的指導老師，對自己的學生很有信心而常常得意忘形。
井端潤三（Ibata Junzoh）
聲：樋浦勉（日本）；陳永信（粵語・香港）
鋼琴比賽的評審，是個老派的音樂家，堅持演奏一定要照譜宣科才算得體。
岡耕介（Oka Kousuke）
聲：柳田淳一（日本）；

### 其他人物
宮園好是（Miyazono Kouze）
聲：大川透（日本）
宮園薰的父親，於薰5歲時和妻子開設蛋糕店。
宮園涼子（Miyazono Ryouko）
聲：進藤尚美（日本）
宮園薰的母親，於薰5歲時和丈夫開設蛋糕店。
有馬隆彥（Arima Takahiko）
聲：濱田賢二（日本）
有馬公生的父親，因工作而長年不在家，使得公生在妻子有馬早希去世後經常一個人在家。
柏木奈緒（Kashiwagi Nao）
聲：石上静香（日本）
市立墨谷中學三年級生，澤部椿的朋友，喜歡BL，BL相關書籍108本。動畫中，常在椿的曖昧不明情感裡，提示椿心中的真實感情。
齊藤（Saitoh）
聲：興津和幸（日本）
高中生，名字不詳，比澤部椿大一學年的學長，原墨谷國中棒球社社長，是椿憧憬的對象，之後與椿交往。但椿在面對自己時卻一直談論著有馬公生，因而感到其實自己與椿是同一類型的人。
後來以喜歡自己球隊經理為由與椿分手，其實是因為知道椿真正喜歡的人是公生，又不想讓椿變成提出分手的人而由自己提出分手。
瀨戶小春（Seto Koharu）
聲：水瀨祈（日本）
瀨戶紘子的女兒，有時會捉弄有馬公生。
泉（Izumi）
聲：壽美菜子（日本）
相座武士的同學。
皋月（Satsuki）
聲：芳野由奈（日本）
相座凪的同學。
小麥（Komugi）
聲：小澤亞李（日本）
相座凪的同學。
椿的母親
聲：大浦冬華（日本）
圭子（Keiko）
聲：鈴木繪理（日本）
渡亮太的女友。

## 創作背景
新川直司就讀大學後開始畫漫畫，並持續投稿單篇漫畫至「月刊少年Magazine Challenge大獎」（月刊少年マガジンチャレンジ大賞）。本作的前身即是新川在該時期繪製的一部單篇，單篇版的內容裡公生和薰都是小提琴家。新川在高校時期常聽重金属音乐，且喜歡搖滾樂勝過古典樂。新川自稱平常生活與古典樂無緣，也沒有演奏樂器的經驗，不過「想畫拉小提琴的女孩」的直率想法成了動機，本人覺得這個想法應該源於自己偶然在電視上觀賞演奏。
新川當時就提出了音樂漫畫的點子，不過遭到責任編輯江田慎一否決。江田有音樂背景，同時也當過漫畫《BECK》的責編，他覺得新川的畫功還不足以描繪音樂漫畫。新川也自承當時對該單篇並不滿意，認為是一部讓讀者看得想睡的作品，便將音樂漫畫的點子擱在一旁。雖然如此，新川覺得，活潑成長的少年少女們的心情很適合搭配美妙旋律，並期望著將來某天可以繪製音樂漫畫。新川之後連載足球題材的漫畫《再見足球》，完結之後他對運動漫畫感到厭倦，想要嘗試新東西。新川和責任編輯決定下一部連載會是青春漫畫，新川此時便重提了音樂漫畫的點子。他將《四月是你的謊言》的草稿提交給編輯部，內容的有趣程度獲得認可，最終得以連載。
新川讓新作的主題聚焦於古典樂，得以避免與同一雜誌連載的搖滾樂題材漫畫《BECK》打對臺。又為了和另一部古典樂題材漫畫《交響情人夢》做出區別，新川只集中描寫一種樂器。在取材上，新川諮詢了作曲家大澤徹訓和鋼琴家菅野雅紀，並拍下鋼琴家山崎香和小提琴家池田梨枝子實際於音樂廳演奏的樣子。新川也前往演奏會和音樂比賽現場、打聽大家的說法，以及閱讀相關書籍。因為漫畫是無聲的，新川在畫演奏橋段時，僅是試著畫出好看且能傳達給讀者的畫面。新川也將劍道經驗用在描寫比賽的緊張感。責任編輯江田慎一對古典音樂有所了解，且有拉小提琴的經驗，所以新川也會向他請教。
在初始構想中，公生也和薰一樣是小提琴家，不過新川覺得一直畫演奏小提琴的場景會讓讀者產生厭倦，所以就讓公生當鋼琴家。公生和薰在原始設定中是青梅竹馬的小提琴家，椿則是闖入兩人世界並造成改變的運動系少女，和最終連載的版本正好相反，且當時的構想中戀愛元素的比重更大。漫畫單行本的第3卷在日本出版後，新川收到改編動畫的請求。新川對他想好的結局不太有把握，不過動畫製作團隊很喜歡，所以新川就沒有再修改。

## 出版書籍

### 漫畫
| 集數 | 講談社         | 講談社                                                            | 東立出版社     | 東立出版社             | 人民文学出版社 | 人民文学出版社         |
| 集數 | 發售日期       | ISBN                                                              | 發售日期       | ISBN                   | 發售日期       | ISBN                   |
| ---- | -------------- | ----------------------------------------------------------------- | -------------- | ---------------------- | -------------- | ---------------------- |
| 1    | 2011年9月16日  | ISBN 978-4-06-371301-5                                            | 2014年1月20日  | ISBN 978-986-332-739-4 | 2022年10月     | ISBN 978-7-02-017393-8 |
| 2    | 2012年1月17日  | ISBN 978-4-06-371317-6                                            | 2014年1月20日  | ISBN 978-986-332-740-0 | 2022年10月     | ISBN 978-7-02-017388-4 |
| 3    | 2012年5月17日  | ISBN 978-4-06-371327-5                                            | 2014年3月4日   | ISBN 978-986-332-741-7 | 2022年10月     | ISBN 978-7-02-017392-1 |
| 4    | 2012年9月14日  | ISBN 978-4-06-371345-9                                            | 2014年11月3日  | ISBN 978-986-332-742-4 | 2022年10月     | ISBN 978-7-02-017390-7 |
| 5    | 2013年1月17日  | ISBN 978-4-06-371359-6                                            | 2014年12月16日 | ISBN 978-986-332-743-1 | 2022年10月     | ISBN 978-7-02-017394-5 |
| 6    | 2013年5月17日  | ISBN 978-4-06-371375-6                                            | 2015年1月19日  | ISBN 978-986-332-744-8 | 2022年10月     | ISBN 978-7-02-017384-6 |
| 7    | 2013年9月17日  | ISBN 978-4-06-371387-9                                            | 2015年2月27日  | ISBN 978-986-337-624-8 | 2022年10月     | ISBN 978-7-02-017389-1 |
| 8    | 2014年1月17日  | ISBN 978-4-06-371405-0                                            | 2015年10月22日 | ISBN 978-986-348-527-8 | 2022年10月     | ISBN 978-7-02-017385-3 |
| 9    | 2014年5月16日  | ISBN 978-4-06-371418-0                                            | 2015年12月1日  | ISBN 978-986-365-277-9 | 2022年10月     | ISBN 978-7-02-017391-4 |
| 10   | 2014年10月17日 | ISBN 978-4-06-371435-7（通常版） ISBN 978-4-06-358747-0（限定版） | 2016年1月12日  | ISBN 978-986-382-335-3 | 2022年10月     | ISBN 978-7-02-017386-0 |
| 11   | 2015年5月15日  | ISBN 978-4-06-371467-8（通常版） ISBN 978-4-06-358752-4（限定版） | 2016年8月22日  | ISBN 978-986-431-520-8 | 2022年10月     | ISBN 978-7-02-017387-7 |

简体中文版由讲谈社（北京）代理，授权网站哔哩哔哩漫画刊登。

### 其他
《小說 四月是你的謊言 6人的練習曲》
本作的外傳小說。作者：時海結以
| 卷數 | 講談社         | 講談社                 |
| 卷數 | 發售日期       | ISBN                   |
| ---- | -------------- | ---------------------- |
| 全   | 2014年11月17日 | ISBN 978-4-06-377092-6 |

《公式導讀手冊 四月是你的謊言 Prelude》
官方指南。
| 卷數 | 講談社         | 講談社                 |
| 卷數 | 發售日期       | ISBN                   |
| ---- | -------------- | ---------------------- |
| 全   | 2014年11月17日 | ISBN 978-4-06-377109-1 |

《四月是你的謊言 最後樂章》
單篇漫畫集，收錄BD/BVD附贈的番外篇漫畫，以及SABU繪製的四格漫畫。
| 卷數 | 講談社        | 講談社                 | 東立出版社    | 東立出版社             | 人民文学出版社 | 人民文学出版社         | 收錄章節 |
| 卷數 | 發售日期      | ISBN                   | 發售日期      | ISBN                   | 發售日期       | ISBN                   | 收錄章節 |
| ---- | ------------- | ---------------------- | ------------- | ---------------------- | -------------- | ---------------------- | --- |
| 全   | 2016年8月17日 | ISBN 978-4-06-392540-1 | 2017年8月17日 | ISBN 978-986-482-943-9 |                | ISBN 978-7-02-018831-4 | - Coda 1 "夏之黃昏"（） - Coda 2 "夏之幻"（） - Coda 3 "秘密組織KKE"（） - Coda 4 "兩年後"（） - Coda 5 "夏之餘韻"（） |

《四月是你的謊言 合訂版》
將兩卷單行本合併為一卷（含《最後樂章》）。
| 卷數 | 中文副標題 | 原文副標題 | 講談社        | 講談社                 | 收錄內容                   |
| 卷數 | 中文副標題 | 原文副標題 | 發售日期      | ISBN                   | 收錄內容                   |
| ---- | ---------- | ---------- | ------------- | ---------------------- | -------------------------- |
| 1    | 單調       |            | 2021年4月7日  | ISBN 978-4-06-523472-3 | 單行本第1、2卷             |
| 2    | 兩人       |            | 2021年4月21日 | ISBN 978-4-06-523473-0 | 單行本第3、4卷             |
| 3    | 夏夜       |            | 2021年5月6日  | ISBN 978-4-06-523469-3 | 單行本第5、6卷             |
| 4    | 你就可以了 |            | 2021年5月19日 | ISBN 978-4-06-523467-9 | 單行本第7、8卷             |
| 5    | 心心相印   |            | 2021年6月2日  | ISBN 978-4-06-523468-6 | 單行本第9、10卷            |
| 6    | 春風       |            | 2021年6月16日 | ISBN 978-4-06-523471-6 | 單行本第11卷、《最後樂章》 |

## 電視動畫
於2014年10月播出，与漫画同时完结。

### 製作人員
- 原作：新川直司（「月刊少年Magazine」連載中／講談社）
- 監督：石黑恭平
- 系列構成、劇本：吉岡孝夫
- 角色設計、總作畫監督：愛敬由紀子
- 道具設計：高田亮
- 美術設定：鹽澤良憲
- 美術監督：薄井久代
- 色彩設計：中島和子
- 3D導演：小野龍太（Graphinica）
- 攝影監督：關谷能弘（Graphinica）
- 編輯：三嶋章紀（Graphinica）
- 音響監督：明田川仁
- 音樂：橫山克
- 製片人：齋藤俊輔、木村誠、立石謙介
- 動畫製作人：福島祐一
- 動畫製作：A-1 Pictures
- 製作：「四月是你的謊言」製作委員會

### 主題曲
片頭曲
「（若能綻放光芒）」（第1話－第11話、OAD）
作詞、作曲、編曲、主唱：Goose house
「（彩虹一般的交響曲）」（第12話－第22話）
作詞、作曲：小幡康裕 & ，編曲：小幡康裕，主唱：Coalamode
片尾曲
「（閃耀）」（第1話－第11話、OAD）
作詞、作曲：橋口洋平，編曲：wacci & Ikoman，主唱：wacci
「（橙色）」（第12話－第21話）
作詞、作曲：MICHIRU，編曲：，主唱：7!!
「（橙色）（Acoustic Ver.）」（第22話）
作詞、作曲：MICHIRU，編曲：，主唱：7!!
劇中歌
（第11話）
作詞：ENA☆，作曲、編曲：橫山克，主唱：ENA
（第14話）
作詞：ENA☆，作曲、編曲：橫山克，主唱：ENA
（第22話）
作詞、作曲：橋口洋平，編曲：Ikoman，主唱：wacci
（OAD）
作詞：ENA☆，作曲、編曲：橫山克，主唱：ENA
插入曲
「第14鋼琴奏鳴曲〈月光〉第3樂章（第1話）
作曲：貝多芬，鋼琴演奏：阪田知樹
「鴿子與少年」（第1話）
作曲：久石讓
「第9小提琴奏鳴曲〈克羅采〉第1樂章」（第2話）
作曲：貝多芬，小提琴演奏：篠原悠那，鋼琴演奏：河地惠理子
「序奏與隨想輪旋曲」（第3、4話）
作曲：卡米爾·聖桑，小提琴演奏：篠原悠那，鋼琴演奏：河地惠理子
「練習曲 E小調 作品25第5號」（第6、7、9、10、15話）
作曲：蕭邦，鋼琴演奏：阪田知樹
「練習曲 A小調 作品25第11號〈冬風練習曲〉」（第6、8、9話）
作曲：蕭邦，鋼琴演奏：阪田知樹
「練習曲 升C小調 作品10第4號」（第8話）
作曲：蕭邦，鋼琴演奏：阪田知樹
「愛的悲傷」（第12話）
作曲：克萊斯勒，小提琴演奏：篠原悠那，鋼琴演奏：河地惠理子
「愛的悲傷（鋼琴獨奏版）」（第12、13話）
作曲：克萊斯勒，編曲：拉赫曼尼諾夫，鋼琴演奏：阪田知樹
「月光」（第15話）
作曲：德彪西，鋼琴演奏：阪田知樹
「練習曲 升D小調 作品8第12號」（第15、21話）
作曲：史克里亞賓，鋼琴演奏：阪田知樹
「悼念公主的帕凡舞曲」（第16、17話）
作曲：拉威爾，鋼琴演奏：阪田知樹
「“睡美人”之「華爾滋」（鋼琴連彈版）」（第18話）
作曲：柴可夫斯基，鋼琴演奏：阪田知樹、河地惠理子
「練習曲 C小調 作品10第12號〈革命練習曲〉」（第19話）
作曲：蕭邦，鋼琴演奏：阪田知樹
「敘事曲第1首 G小調 作品23」（第21話）
作曲：蕭邦，鋼琴演奏：阪田知樹
「敘事曲第1首 G小調 作品23」（第22話）
作曲：蕭邦，小提琴編曲：橫山克，鋼琴演奏：阪田知樹，小提琴演奏：篠原悠那
「平均律鋼琴曲 第1卷第1首 BWV846 賦格」（OAD）
作曲：巴哈，鋼琴演奏：古賀大路
「第3鋼琴奏鳴曲 降B大調 第3樂章 K.281」（OAD）
作曲：莫札特，鋼琴演奏：古賀大路
「第23鋼琴奏鳴曲〈熱情〉第3樂章」（OAD）
作曲：貝多芬，鋼琴演奏：古賀大路

### 各話列表
| 話數           | 日文標題 | 中文標題       | 香港標題       | 劇本     | 分鏡              | 演出                         | 作畫監督                                                                                       | 總作畫監督        | 演奏作畫監督      | 改編自漫畫 |
| -------------- | -------- | -------------- | -------------- | -------- | ----------------- | ---------------------------- | ---------------------------------------------------------------------------------------------- | ----------------- | ----------------- | ---------- |
| 第1話          |          | 單調·多彩      | 單色·彩色      | 吉岡孝夫 | 石黑恭平          | 石黑恭平                     | 愛敬由紀子                                                                                     | －                | 淺賀和行          | 第1卷      |
| 第2話          |          | 友人A          | 朋友A          | 吉岡孝夫 | 石黑恭平          | 原田孝宏                     | 三木俊明、小林惠祐                                                                             | 愛敬由紀子        | 淺賀和行          | 第1卷      |
| 第3話          |          | 春光裡         | 春天裡         | 吉岡孝夫 | 神戶守            | 岩田和也                     | 河合拓也                                                                                       | 愛敬由紀子        | 淺賀和行          | 第1卷      |
| 第4話          |          | 啟程           | 啟程           | 吉岡孝夫 | 神戶守            | 岩田和也 河野亞矢子 石黑恭平 | 三木俊明、河合拓也 牧田昌也、野野下伊織 山田慎也、菅井愛明 小泉初榮、淺賀和行                  | 愛敬由紀子 高野綾 | 淺賀和行 倉田綾子 | 第2卷      |
| 第5話          |          | 陰天           | 陰天           | 吉岡孝夫 | 石濱真史          | 石濱真史 小島崇史            | 小島崇史                                                                                       | 愛敬由紀子        | －                | 第2卷      |
| 第6話          |          | 歸途           | 歸途           | 吉岡孝夫 | 井端義秀          | 井端義秀                     | 野野下伊織                                                                                     | 愛敬由紀子        | 淺賀和行          | 第3卷      |
| 第7話          |          | 暗影低語       | 暗影低喃       | 吉岡孝夫 | 神戶守            | 間島崇寬                     | 山田真也                                                                                       | 愛敬由紀子        | －                | 第3卷      |
| 第8話          |          | 回響           | 迴響吧         | 吉岡孝夫 | 後藤圭二          | 高橋英俊                     | 河合拓也                                                                                       | 愛敬由紀子        | 淺賀和行          | 第4卷      |
| 第9話          |          |                |                | 吉岡孝夫 | 神戶守            | 黑木美幸                     | 小泉初榮                                                                                       | 愛敬由紀子        | 淺賀和行          | 第4卷      |
| 第10話         |          | 與你共賞的景色 | 和你一起的景色 | 吉岡孝夫 | 中村章子          | 原田孝宏                     | 高野綾                                                                                         | 愛敬由紀子        | 淺賀和行          | 第5卷      |
| 第11話         |          | 生命之光       | 生命之光       | 吉岡孝夫 |                   | 石黑恭平 川越崇弘            | 山下惠、中野彰子                                                                               | 愛敬由紀子        | －                | 第5卷      |
| 第12話         |          | 小星星         | 一閃小星星     | 吉岡孝夫 | 神戶守            | 福島利規                     | 長森佳容                                                                                       | 愛敬由紀子        | 淺賀和行          | 第6卷      |
| 第13話         |          | 愛的悲愁       | 愛的悲傷       | 吉岡孝夫 | 倉田綾子          | 倉田綾子                     | 野野下伊織                                                                                     | 愛敬由紀子        | 淺賀和行          | 第6、7卷   |
| 第14話         |          | 足跡           | 腳印           | 吉岡孝夫 | 柴山智隆          | 柴山智隆                     | 小泉初榮                                                                                       | 愛敬由紀子        | －                | 第7卷      |
| 第15話         |          | 騙子           | 大騙子         | 吉岡孝夫 | 神戶守            | 矢嶋武                       | 北島勇樹、山下惠                                                                               | 愛敬由紀子        | 淺賀和行          | 第8卷      |
| 第16話         |          | 相似的人       | 相似的人       | 吉岡孝夫 | 黑木美幸          | 黑木美幸                     | 山田真也、野野下伊織 小泉初榮、三木俊明 淺賀和行                                               | 高野綾            | －                | 第8卷      |
| 第17話         |          | 暮光           | 暮光           | 吉岡孝夫 | 神戶守            | 河野亞矢子                   | 三木俊明、高田晃                                                                               | 愛敬由紀子        | 淺賀和行          | 第9卷      |
| 第18話         |          | 心心相印       | 心連心         | 吉岡孝夫 | 石井俊匡          | 石井俊匡                     | 河合拓也                                                                                       | 愛敬由紀子        | 淺賀和行          | 第9卷      |
| 第19話         |          | 再見了英雄     | 再見英雄       | 吉岡孝夫 | 井端義秀          |                              | 小泉初榮、野野下伊織 高野綾、山田真也 河合拓也                                                 | 愛敬由紀子        | 淺賀和行          | 第10卷     |
| 第20話         |          | 手與手         | 手與手         | 吉岡孝夫 | 神戶守            | 矢嶋武                       | 野野下伊織、小泉初榮 河合拓也、山田真也 高野綾、薗部愛子 奧田佳子、加藤萬由子 高田晃、藪本和彥 | 愛敬由紀子        | 淺賀和行          | 第10卷     |
| 第21話         |          | 雪             | 雪             | 吉岡孝夫 | 倉田綾子 柴山智隆 | 倉田綾子 柴山智隆            | 野野下伊織、小泉初榮 門之園惠美、高野綾 河合拓也、山田真也                                     | 愛敬由紀子        | 淺賀和行          | 第11卷     |
| 第22話         |          | 春風           | 春風           | 吉岡孝夫 | 石黑恭平          | 石黑恭平 黑木美幸            | 奧田桂子、河合拓也 野野下伊織、高野綾 小泉初榮、伊藤香織 淺賀和行、高田晃 愛敬由紀子           | 愛敬由紀子        | 淺賀和行          | 第11卷     |
| 第23話 （OAD） |          |                | 不適用         | 吉岡孝夫 | 岩田和也          | 岩田和也                     | 愛敬由紀子、奥田佳子 山田真也、伊藤香織                                                        | 愛敬由紀子        | －                | －         |

### 播放電視台
日本深夜動畫：下文記載的日本国内播放時間使用日本標準時間（UTC+9）表示。因為部分時間标识會採用30小时制，因此請留意这类超过24:00的时间，其實際播放時間為翌日清晨。
| 播放地區   | 播放電視台     | 播放日期                     | 播放時間（UTC+9）         | 所屬聯播網 | 備註         |
| ---------- | -------------- | ---------------------------- | ------------------------- | ---------- | ------------ |
| 關東廣域圈 | 富士電視台     | 2014年10月9日－2015年3月19日 | 星期四 25時20分－25時50分 | 富士電視網 |              |
| 岩手縣     | 岩手可愛電視台 | 2014年10月9日－2015年3月19日 | 星期四 25時20分－25時50分 | 富士電視網 | 同時網路播放 |
| 山形縣     | 櫻桃電視台     | 2014年10月9日－2015年3月19日 | 星期四 25時20分－25時50分 | 富士電視網 | 同時網路播放 |
| 愛媛縣     | 愛媛電視台     | 2014年10月9日－2015年3月19日 | 星期四 25時40分－26時10分 | 富士電視網 |              |
| 靜岡縣     | 靜岡電視台     | 2014年10月9日－2015年3月19日 | 星期四 25時50分－26時20分 | 富士電視網 |              |

| 富士電視台 noitaminA 星期四 25:20－25:50 節目 | 富士電視台 noitaminA 星期四 25:20－25:50 節目   | 富士電視台 noitaminA 星期四 25:20－25:50 節目 |
| --------------------------------------------- | ----------------------------------------------- | --------------------------------------------- |
|                                               | 四月是你的謊言 （2014年10月9日－2015年3月19日） |                                               |
| PSYCHO-PASS 新編集版 （25:20-26:20）          |                                                 |                                               |

| 翡翠台 星期日 10:30－11:00 節目                                       | 翡翠台 星期日 10:30－11:00 節目                                  | 翡翠台 星期日 10:30－11:00 節目                 |
| --------------------------------------------------------------------- | ---------------------------------------------------------------- | ----------------------------------------------- |
|                                                                       | 四月是你的謊言 （2019年1月6日－6月2日）                          |                                                 |
| 咕嚕咕嚕魔法陣                                                        | Kawaii木乃伊                                                     |                                                 |
| 翡翠台 星期一至五16:15－16:50 節目 2020年11月25日臨時節目調動暫停播映 |                                                                  |                                                 |
| 卡斯柏與麗莎 重播 (2020年9月28日－2020年11月2日）                     | 四月是你的謊言 重播（內容有部分刪減） （2020年11月3日－12月3日） | 新幹線戰士 重播 (2020年12月4日－2021年3月19日） |

## 關連商品

### 藍光／DVD
| 卷 | 發售日         | 收錄話         | 規格編號   | 規格編號   |  |
| 卷 | 發售日         | 收錄話         | DVD限定版  | 藍光限定版 |  |
| 1  | 2015年2月25日  | 第1話          | ANZB-11441 | ANZX-11441 |  |
| 2  | 2015年3月25日  | 第2話－第3話   | ANZB-11443 | ANZX-11443 |  |
| 3  | 2015年4月22日  | 第4話－第5話   | ANZB-11445 | ANZX-11445 |  |
| 4  | 2015年5月27日  | 第6話－第7話   | ANZB-11447 | ANZX-11447 |  |
| 5  | 2015年6月24日  | 第8話－第10話  | ANZB-11449 | ANZX-11449 |  |
| 6  | 2015年7月22日  | 第11話－第13話 | ANZB-11451 | ANZX-11451 |  |
| 7  | 2015年8月26日  | 第14話－第16話 | ANZB-11453 | ANZX-11453 |  |
| 8  | 2015年9月23日  | 第17話－第19話 | ANZB-11455 | ANZX-11455 |  |
| 9  | 2015年10月28日 | 第20話－第22話 | ANZB-11457 | ANZX-11457 |  |

| 发售日       | 收录话             | 规格编号          |
| ------------ | ------------------ | ----------------- |
| 2020年4月1日 | 第1话 - 第22话+OAD | ANZX-13641～13645 |

### CD
| 發售日         | 名稱                       | 規格編號                                              |
| -------------- | -------------------------- | ----------------------------------------------------- |
| 2014年11月19日 |                            | SRCL-8641～8642（CD+DVD） SRCL-8640（CD only）        |
| 2014年11月19日 | ESCL-4302                  |                                                       |
| 2014年12月3日  |                            | ESCL-4327～4328（CD+DVD） ESCL-4329（CD only）        |
| 2015年1月21日  | ORIGINAL SONG & SOUNDTRACK | SVWC 70044~5                                          |
| 2015年2月11日  |                            | ESCL-4365～4367（期間生產限定版） ESCL-4368（通常版） |
| 2015年2月18日  |                            | BVCL-629                                              |

## 電影
2016年9月10日上映。主角角色設定改為高中2年級生，原作中扮演重要角色的武士・繪見・凪並沒有登場，與原作有些許的差異。

### 電影版製作團隊
- 原作：新川直司「四月是你的謊言」（講談社）
- 導演：新城毅彥
- 劇本：龍居由佳里
- 製作：石原隆、古川公平、市川南
- 製作人：上原壽一、八木香澄
- 音樂：吉俣良
- 主題歌：生物股長「ラストシーン／ぼくらのゆめ」（最後的場景／我們的夢想）[33]
- 插曲：wacci「君なんだよ」（就是你啊）[34]
- 攝影：小宮山充
- 美術：磯田典宏
- 編審：穗垣順之助
- 製作：富士電視台、講談社、東寶
- 企劃、製作幹事：富士電視台
- 製作公司：C&I Entertainment
- 發行：東寶

### 登場人物
- 宮園薰：廣瀨鈴
- 有馬公生：山崎賢人
- 澤部椿：石井杏奈
- 渡亮太：中川大志
- 瀨戸紘子：板谷由夏
- 有馬公生（幼少期）：藤本哉汰

## 作品影响
在日本富士山电视台的节目“一流人士嫉妒的厉害人物”中，漫画《ONE PIECE》作者尾田荣一郎透露了自己最嫉妒的作品为漫画《四月是你的谎言》，尾田认为，漫画最难表现的就是音乐部分，但是这部漫画的音乐表现手法非常不错，彷彿在漫画中能听到音乐的效果。在受尾田嫉妒后，作品销量大爆发，日本各书店呈现完售状态，讲谈社宣布紧急重版。
动画在大陆视频网站bilibili播出时，当时的关注度并不算高，但在播出结束后，其令人震撼的收尾让B站涌现了大量二次创作，包括杂谈、MAD、翻唱，其数量可以用“铺天盖地”来形容，每个人都在用自己的方式，去纪念这部作品带给他们的感动。

## 舞台剧
- 東京公演：AiiA 2.5 Theater Tokyo（2017年8月24日 - 9月3日）
- 大阪公演：梅田芸術劇場（2017年9月7日 - 9月10日）

### 演员
- 有馬公生：安西慎太郎
- 宮園薰：松永有紗
- 澤部椿：河内美里
- 渡亮太：和田雅成
- 井川絵見：山下永夏
- 相座武士：横井翔二郎
- 落合由里子：那珂村たかこ
- 高柳明：三上俊
- 柏木奈緒：五十嵐晴香
- 瀬戸紘子：小玉久仁子
- 有馬早希：田中良子

### 演奏者
- 钢琴：松村湧太
- 小提琴：小林修子

### 工作人员
- 脚本：三浦香
- 演出：伊勢直弘
- 音楽：石塚玲依
- 演奏監修：株式会社デュアリスミュージック
- 美術：松本わかこ
- 舞台監督：清水スミカ
- 演出部：大竹竜二、上田美菜
- 照明：大波多秀起
- 音響効果：天野高志
- 映像：ノアド株式会社
- 衣裳：八重樫伸登
- 化妆：車谷結（raftel）
- 宣伝美術：五島英一
- 演出助手：丹治泰人
- 制作：Office ENDLESS
- 主催：エイベックス・ピクチャーズ株式会社

## 音乐剧
厡定2020年7月在东京Brillia HALL公演，延期至2022年5月公演。

### 演员
- 有馬公生：小関裕太 / 木村達成
- 宮園薰：生田絵梨花
- 澤部椿：唯月ふうか
- 渡亮太：水田航生 / 寺西拓人

### 工作人員
- 原作：新川直司 『四月は君の嘘』
- 劇本：坂口理子
- 作詞・作曲：フランク・ワイルドホーン
- 作詞：トレイシー・ミラー・シェル、カーリー・ロビー・グリーン
- 編曲：ジェイソン・ハウランド
- 譯詞・演出：上田一豪
- 製作：東宝、フジテレビジョン

## 外部連結
- 月刊少年Magazine《四月是你的謊言》作品介紹（页面存档备份，存于）（日語）
- 電視動畫《四月是你的謊言》官方網站（页面存档备份，存于）（日語）
- 電視動畫《四月是你的謊言》官方網站（页面存档备份，存于）（英文）
- 真人電影《四月是你的謊言》官方網站（日語）
- 《四月是你的謊言》公式的X（前Twitter）（日語）
- 音乐剧《四月是你的谎言》官方网站